# كارل دنفر
كارل دنفر (بالإنجليزية: Karl Denver)‏ هو مغني بريطاني، ولد في 16 ديسمبر 1931 في Springburn ‏ في المملكة المتحدة، وتوفي في 21 ديسمبر 1998 في مانشستر في المملكة المتحدة.

## وصلات خارجية
- كارل دنفر على موقع IMDb (الإنجليزية)
- كارل دنفر على موقع ميوزك برينز (الإنجليزية)
- كارل دنفر على موقع أول ميوزيك (الإنجليزية)
- كارل دنفر على موقع ديسكوغز (الإنجليزية)